# Żel agarozowy
Żel agarozowy - żel służący do elektroforetycznego rozdziału kwasów nukleinowych. Przygotowuje się go przez zmieszanie agarozy z buforem o zasadowym pH i podgrzanie aż do utworzenia jednorodnego roztworu. Do żelu dodaje się małą ilość substancji pozwalającej uwidocznić kwasy nukleinowe, najczęściej bromek etydyny.